# Thuir
Thuir (em catalão:  Tuïr) é uma comuna francesa na região administrativa da Occitânia, no departamento dos Pirenéus Orientais. Estende-se por uma área de 19.90 km², e possui 7.792 habitantes, segundo o censo de 2018, com uma densidade de 390 hab/km².